# Liste der Kulturdenkmale in Dolgowitz
In der Liste der Kulturdenkmale in Dolgowitz sind die Kulturdenkmale des Ortsteils Dolgowitz der Großen Kreisstadt Löbau verzeichnet, die bis September 2024 vom Landesamt für Denkmalpflege Sachsen erfasst wurden (ohne archäologische Kulturdenkmale). Die Anmerkungen sind zu beachten.

## Liste der Kulturdenkmale in Dolgowitz
| Bild                                    | Bezeichnung | Lage                                                           | Datierung | Beschreibung | ID       |
| --------------------------------------- | --- | -------------------------------------------------------------- | --- | --- | -------- |
| Direkt Bild zu diesem Denkmal hochladen | Eisenbahnbrücke | (Flurstück 90) (Karte)                                         | 1845–1847 | Bahnstrecke Görlitz–Dresden; führt über das Rosenhainer Wasser, dreibogig, Granit-Zyklopenmauerwerk, baugeschichtlich und technikgeschichtlich von Bedeutung | 08960285 |
| Direkt Bild zu diesem Denkmal hochladen | Wohnstallhaus und drei Seitengebäude eines Vierseithofes | Dolgowitzer Straße 2 (Karte)                                   | 1. Hälfte 19. Jahrhundert | Wohnstallhaus mit Fachwerkobergeschoss, baugeschichtlich und wirtschaftsgeschichtlich von Bedeutung | 08960302 |
| Direkt Bild zu diesem Denkmal hochladen | Stützmauer | Dolgowitzer Straße 3 (Karte)                                   | 19. Jahrhundert | Straßenbildprägend von Bedeutung | 08960303 |
| Direkt Bild zu diesem Denkmal hochladen | Wohnstallhaus mit Sonnenuhr und hinterem Anbau, Seitengebäude, Scheune, Auszugshaus mit angebautem Seitengebäude und Remise eines Dreiseithofes sowie Hofmauer mit Einfahrtspfeilern und Trögen | Dolgowitzer Straße 4 (Karte)                                   | Wahrscheinlich 18. Jahrhundert (ein Wirtschaftsgebäude); bezeichnet mit 1838, Kern wesentlich älter (Wohnstallhaus); bezeichnet mit 1844 (Sonnenuhr) | Wohnstallhaus und Auszugshaus mit Fachwerkobergeschoss, an das Wohnstallhaus nach hinten angebautes großes massives Stall-Scheunengebäude, Scheune hinten quer teils Fachwerk, teils massiv, Auszugshaus gegenüber dem Wohnstallhaus, im hinteren Teil mit Oberlaube, daran angebaut massives Seitengebäude mit Giebel mit Zierfachwerk, darauf folgt der jüngere Remisenbau, hinter dessen Dach sich ein altes Fachwerkobergeschoss verbirgt, baugeschichtlich, wirtschaftsgeschichtlich und ortsbildprägend von Bedeutung | 08960300 |
| Direkt Bild zu diesem Denkmal hochladen | Zwei Wasserstuben | Dolgowitzer Straße 4 (gegenüber und südwestlich neben) (Karte) | 19. Jahrhundert | Die eine gegenüber Nr. 4, die andere südwestlich neben Nr. 4, überdachte Treppen, die nach unten bis zur wasserführenden Schicht führen, Ausführung in Naturstein, ortsgeschichtlich von Bedeutung | 08960304 |
| Direkt Bild zu diesem Denkmal hochladen | Wohnhaus | Dolgowitzer Straße 5 (Karte)                                   | Um 1850 | Obergeschoss Fachwerk, Fachwerk zum Teil verbrettert, baugeschichtlich von Bedeutung | 08960286 |
| Direkt Bild zu diesem Denkmal hochladen | Wohnstallhaus | Dolgowitzer Straße 6 (Karte)                                   | 18. Jahrhundert | Wohnstallhaus mit Fachwerkobergeschoss, Fachwerk verkleidet, Blockstuben-Balken vorhanden, baugeschichtlich von Bedeutung | 08960305 |
| Direkt Bild zu diesem Denkmal hochladen | Wohnstallhaus mit Inschrifttafel, Seitengebäude und Scheune eines Dreiseithofes sowie Wassertrog                                                                                                | Dolgowitzer Straße 8 (Karte)                                   | Bezeichnet mit 1845 (Wohnstallhaus und Wassertrog)                                                                                                   | Baugeschichtlich und wirtschaftsgeschichtlich von Bedeutung | 08960299 |
| Direkt Bild zu diesem Denkmal hochladen | Profiliertes Türgewände des Wohnhauses | Dolgowitzer Straße 11 (Karte)                                  | Bezeichnet mit 1837 | Mit Korbbogenschluss, Schlussstein und Kämpfer, handwerklich-künstlerisch von Bedeutung | 08960298 |
| Direkt Bild zu diesem Denkmal hochladen | Bauernhof mit allen Bauten | Zum Rotstein 3, 5 (Karte)                                      | Ab 18. Jahrhundert (Vierseithof); 1826 (Wohnstallhaus)                                                                                               | Wohnstallhaus, zweigeschossig mit Krüppelwalmdach, im Obergeschoss des Wohnteils Fachwerk, nach hinten ein angebautes Milchhaus, im Norden eine massive Scheune mit zwei Durchfahrten, im Westen eine massive Scheune aus zwei aneinandergefügten Teilen und im Osten ein massives Nebengebäude, der Hof an sich ist weit älter als seine einzelnen Bauten, es besteht eine singuläre orts-, eine bau- und eine wirtschaftsgeschichtliche Bedeutung                                                                         | 09307457 |

## Tabellenlegende
- Bild: Bild des Kulturdenkmals, ggf. zusätzlich mit einem Link zu weiteren Fotos des Kulturdenkmals im Medienarchiv Wikimedia Commons. Wenn man auf das Kamerasymbol klickt, können Fotos zu Kulturdenkmalen aus dieser Liste hochgeladen werden:
- Bezeichnung: Denkmalgeschützte Objekte und ggf. Bauwerksname des Kulturdenkmals
- Lage: Straßenname und Hausnummer oder Flurstücknummer des Kulturdenkmals. Die Grundsortierung der Liste erfolgt nach dieser Adresse. Der Link (Karte) führt zu verschiedenen Kartendiensten mit der Position des Kulturdenkmals. Fehlt dieser Link, wurden die Koordinaten noch nicht eingetragen. Sind diese bekannt, können sie über ein Tool mit einer Kartenansicht einfach nachgetragen werden. In dieser Kartenansicht sind Kulturdenkmale ohne Koordinaten mit einem roten bzw. orangen Marker dargestellt und können durch Verschieben auf die richtige Position in der Karte mit Koordinaten versehen werden. Kulturdenkmale ohne Bild sind an einem blauen bzw. roten Marker erkennbar.
- Datierung: Baubeginn, Fertigstellung, Datum der Erstnennung oder grobe zeitliche Einordnung entsprechend des Eintrags in der sächsischen Denkmaldatenbank
- Beschreibung: Kurzcharakteristik des Kulturdenkmals entsprechend des Eintrags in der sächsischen Denkmaldatenbank, ggf. ergänzt durch die dort nur selten veröffentlichten Erfassungstexte oder zusätzliche Informationen
- ID: Vom Landesamt für Denkmalpflege Sachsen vergebene, das Kulturdenkmal eindeutig identifizierende Objekt-Nummer. Der Link führt zum PDF-Denkmaldokument des Landesamtes für Denkmalpflege Sachsen. Bei ehemaligen Kulturdenkmalen können die Objektnummern unbekannt sein und deshalb fehlen bzw. die Links von aus der Datenbank entfernten Objektnummern ins Leere führen. Ein ggf. vorhandenes Icon  führt zu den Angaben des Kulturdenkmals bei Wikidata.